# Forró rágógumi 4. – Szoknyavadászok angyalbőrben
A Forró rágógumi 4. – Szoknyavadászok angyalbőrben (izraeli: Sapiches, német: Eis Am Stiel 4 Hasenjagd, angol: Lemon Popsicle IV. – Private Popsicle) 1982-es izraeli–német kultuszfilm. A Forró rágógumi sorozat negyedik darabja.

## Történet
A három immáron sokak által jól ismert fiatal fiú csajozós kalandjai tovább folytatódnak. Ám azzal a jelentős különbséggel, hogy vége a szabad életnek, immár szigorú szabályok határozzák meg Bobby, Benji, és Huey életét – vagyis: irány a hadsereg! Ám a katonás fegyelem nem a fiúknak való, mert életük fő célja mit sem változott: továbbra is a lányok meghódítása a legfontosabb, s ennek elérésére bármire képesek.

## Szereplők
| Szerep                       | Színész            | Magyar hang      |
| ---------------------------- | ------------------ | ---------------- |
| Benji / Bentzi               | Yftach Katzur      | Fekete Zoltán    |
| Bobby / Momo                 | Jonathan Sagall    | Markovics Tamás  |
| Huey / Yudale                | Zachi Noy          | Kerekes József   |
| Romek, Benji apja            | Menashe Warshavsky | Forgács Gábor    |
| Sonja, Benji anyja           | Dvora Kedar        | Illyés Mari      |
| Vera néni / Fanny néni       | Olga Spondorf      | Várnagy Kati     |
| Rina/Renee                   | Sonja Martin       | Roatis Andrea    |
| Ramirez őrmester             | Joseph Shiloach    | Seszták Szabolcs |
| Hadnagy                      | Moshe Ish-Kassitl  | Papp János       |
| Marshmallow                  | Devora Bakon       | Némedi Mari      |
| Eva / Ava                    | Bea Fiedler        | Solecki Janka    |
| Eva férje                    | Shmuel Eiser       | Faragó András    |
| Katonai pszichiáter          | Louis Rosenberg    | Pálfai Péter     |
| Michel, a fodrász            | Anatol Constantin  | Csuha Lajos      |
| Mrs. Pomerantz               | Olga Spondorf      |                  |
| Mr. Pomerantz                | Pesach Gotmark     |                  |
| Mr. Klinger                  | Arieh Shein        |                  |
| Norvég tábornok              | Dietmar Siegart    |                  |
| Sylvia Orange opera-énekesnő | Rina Levi          |                  |
| Nővér                        | Gili Klein         |                  |
| Katonai orvos                | Jupiter Leonid     |                  |
| Harmonikás                   | Alexander Rotblum  |                  |
| Boris                        | Shmuel Eiser       |                  |